# مگان توهی (فوتبال)
مگان توهی (انگلیسی: Meghan Toohey؛ زادهٔ ۱۲ ژانویهٔ ۱۹۹۲) بازیکن فوتبال اهل ایالات متحده آمریکا است.